# Jantoudou (Sarkin Haoussa)
Jantoudou (auch: Jan Toudou) ist ein Dorf in der Landgemeinde Sarkin Haoussa in Niger.

## Geographie
Das von einem traditionellen Ortsvorsteher (chef traditionnel) geleitete Dorf befindet sich rund 15 Kilometer südwestlich des Hauptorts Sarkin Haoussa der gleichnamigen Landgemeinde, die zum Departement Mayahi in der Region Maradi gehört. Zu den Siedlungen in der näheren Umgebung von Jantoudou zählen Maï Tsakoni im Norden, Dan Bouzou im Südosten und Wakasso im Südwesten.
Es herrscht das Klima der Sahelzone vor, mit einer durchschnittlichen jährlichen Niederschlagsmenge zwischen 300 und 400 mm.

## Bevölkerung
Bei der Volkszählung 2012 hatte Jantoudou 1709 Einwohner, die in 208 Haushalten lebten. Bei der Volkszählung 2001 betrug die Einwohnerzahl 1300 in 161 Haushalten und bei der Volkszählung 1988 belief sich die Einwohnerzahl auf 623 in 94 Haushalten.
Die Bevölkerungsdichte in diesem Gebiet ist für nigrische Verhältnisse hoch.

## Wirtschaft und Infrastruktur
In Jantoudou wird ein Wochenmarkt abgehalten. Der Markttag ist Sonntag. Das Gebiet der Ebenen im südlichen Teil der Region Maradi, in dem die Siedlung liegt, ist von einer anhaltenden Degradation der ackerbaulichen Flächen gekennzeichnet, die mit der hohen Bevölkerungsdichte in Zusammenhang steht. Im Dorf ist ein Gesundheitszentrum des Typs Centre de Santé Intégré (CSI) vorhanden. Es gibt eine Grundschule. Bei Jantoudou verläuft die 156,5 Kilometer lange Nationalstraße 19 zwischen Tchadoua und Belbédji. Es handelt sich in diesem Abschnitt um eine moderne Erdstraße.